# Чемпионат СССР по дзюдо 1985
12-й Чемпионат СССР по дзюдо прошёл в Челябинске 4-7 июля 1985 года.

## Медалисты
| Весовая категория           | Золото                     | Серебро                    | Бронза                                                  |
| --------------------------- | -------------------------- | -------------------------- | ------------------------------------------------------- |
| Наилегчайший вес (до 60 кг) | Хазрет Тлецери Майкоп      | Игорь Жучков Челябинск     | Андрей Юшин Пермь Чатиб Хачак Майкоп                    |
| Полулёгкий вес (до 65 кг)   | Юрий Соколов Ленинград     | Али Хамхоев Алма-Ата       | Мурат Джанчатов Майкоп Евгений Львов Москва             |
| Лёгкий вес (до 71 кг)       | Лери Накани Одесса         | Георгий Тенадзе Тбилиси    | Умар Мараев Москва Сергей Горичев Челябинск             |
| Полусредний вес (до 78 кг)  | Шота Хабарели Тбилиси      | Башир Вараев Грозный       | Владимир Шестаков Пермь Андрей Клоян Ташкент            |
| Средний вес (до 86 кг)      | Александр Сивцев Курск     | Виталий Песняк Минск       | Владимир Тимофеев Челябинск Виктор Поддубный Красноярск |
| Полутяжёлый вес (до 95 кг)  | Коба Куртанидзе Гори       | Валерий Дивисенко Брянск   | Николай Жихарев Москва Сергей Мальцев Волгоград         |
| Тяжёлый вес (свыше 95 кг)   | Александр Шуров Курск      | Григорий Веричев Челябинск | Хазрет Куваев Майкоп Александр Тарасов Уфа              |
| Абсолютная категория        | Григорий Веричев Челябинск | Владимир Шкалов Москва     | Хазрет Куваев Майкоп Александр Шабанович Минск          |